# Our Last Summer
"Our Last Summer" är en sång skriven av Benny Andersson och Björn Ulvaeus. Popgruppen Abba spelade in den och utgav den på sitt sjunde studioalbum Super Trouper 1980, samt släppte den på singelskiva i ett begränsat antal länder i november 1980.
Inspelningen påbörjades den 4 juni 1980 i Polar Music Studios.  Sångens verser sjungs av Anni-Frid Lyngstad och från inspelningstiden i studion finns flera fotografier tagna av Anders Hanser publicerade.
I musikbakgrunden vid bryggan, under Lasse Wellanders gitarrsolo, kan delar av den blivande Chess-låten "Anthem" höras. Benny Andersson och Björn Ulvaeus hade arbetat på melodin för "Anthem" i flera år, men hade inte hittat plats för den i något annat Abba-projekt. Vid utgivningen av Chess 1984 hoppades de att ingen skulle notera att delar av melodin redan använts i "Our Last Summer".
Björn Ulvaeus fick inspirationen till sångtexten i ett minne från en romans han hade under ett besök till Paris som tonåring.

## Coverversioner
- Den brittiske sångaren Hazell Dean spelade in en cover av låten på sitt Abba-tributalbum.
- Den svenska popgruppen A*Teens spelade in sången på sitt debutalbum The Abba Generation 1999.
- Sången förekommer i musikalen Mamma Mia! och texten sammankopplades av berättelsens författare, Catherine Johnson, med namnet på en av hennes rollfigurer – Harry. Sången sjöngs av rollfigurerna Harry och Donna och är ett av tre spår från albumet Super Trouper som förekommer i musikalen.

## Listplaceringar
| Lista (1980) | Topplacering |
| ------------ | ------------ |
| Grekland     | 1            |
| Polen        | 18           |